# Артёмова, Ольга Юрьевна
Ольга Юрьевна Артёмова (род. 28 сентября 1951, Улан-Батор, Монголия) — советский и российский этнолог, востоковед, австраловед, специалист по этнографии охотников и собирателей и этнографии коренных австралийцев. Доктор исторических наук, профессор. Главный научный сотрудник Центра азиатских и тихоокеанских исследований Института этнологии и антропологии РАН, заместитель директора Учебно-научного центра социальной антропологии РГГУ.

## Биография
Родилась 28 сентября 1951 г. в Улан-Баторе в МНР. В 1975 г. окончила исторический факультет Московского государственного университета им. М. В. Ломоносова. Специализировалась по кафедре этнографии.
В 1975—1977 гг. была сотрудником Государственной публичной исторической библиотеки. В 1977—1981 гг. училась в аспирантуре Института этнографии АН ССР. С 1981 г. — младший научный сотрудник ИЭ АН, с 1991 — старший научный сотрудник, с 2002 — ведущий научный сотрудник. В 2000 г. стала заместителем директора Учебно-научного центра социальной антропологии Российского государственного гуманитарного университета.
В 1981 г. в ИЭ АН защитила кандидатскую диссертацию «Личность и социальные нормы в обществе аборигенов Австралии».
В 2004 г. защитила докторскую диссертацию «Охотники и собиратели: кросскультурное исследование социальных систем (по австралийским, африканским и южно-азиатским материалам)».
С 2007 г. — профессор по кафедре этнологии МГУ. Член редакционного совета журнала «Вестник Московского университета. Сер. 8. История».
Участвовала в этнографических экспедициях в Удмуртию, Калмыкию, на Чукотку, в Тульскую область. Неоднократно бывала в Австралии (в поселках этнической группы коренных австралийцев вик-мункан), участвовала в археологической экспедиции на палеолитическую стоянку Сунгирь (Владимирская область РФ).

## Научная деятельность
Область научных интересов — этнография охотников и собирателей, этнография коренных австралийцев, историография, источниковедение и методология этнографической науки, история и этнография первобытности, ранние этапы социальной эволюции.
В книге «Личность и социальные нормы в раннепервобытной общине (по австралийским этнографическим материалам)» (1987) исследуются проблемы формирования и функционирования личности в догосударственном обществе. На австралийском материале раскрывается детерминанты поведения человека в таком обществе, регламентация отношений личности и коллектива. Рассматриваются различные социальные статусы: мужчины и женщины, возрастные группы, главы общин и руководители религиозных обрядов, особые узкие группы — выдающиеся охотники, мастера, артисты, художники, колдуны и знахари. Выясняется как особенности характера могут повлиять на статус и судьбу человека.
В монографии «Колено Исава. Охотники, собиратели, рыболовы. Опыт изучения альтернативных социальных систем» (2009) изучается социальное устройство охотников и собирателей Австралии, Африки, Южной Азии. В книге предлагается по-новому взглянуть на привычные для этнолога понятия «род», «племя». Автор считает их не универсальными явлениями, в частности, отсутствующими у аборигенов Австралии. В догосударственном обществе важна не территория обитания как таковая, а родство между людьми, которое является скрепляющим институтом. Автор анализирует общественную организацию у коренных австралийцев, обитающих в районе Арнемленда, бушменов Южной Африки, пигмеев экваториальной Африки и хадза Танзании, палияр Южной Индии и негритосов Малайзии и Филиппин, приходя к выводу о том, что социальное равенство достижимо. Исследователь рассматривает небольшие группы охотников-собирателей как уникальные примеры гармоничного сосуществования человека и природы, как осколки той части человечества, которая некогда выбрала нетехнологический путь развития. «Колено Исава» — не только этнографическое исследование, это работа ученого-философа, изучающего человека во всех его проявлениях.

## Основные работы

### Монографии
- Личность и социальные нормы в раннепервобытной общине (по австралийским этнографическим материалам). М.: Наука, 1987. — 199 с.
- Охотники/собиратели и теория первобытности. М.: ИЭА РАН, 2004. — 251 с.
- Колено Исава. Охотники, собиратели, рыболовы. Опыт изучения альтернативных социальных систем. М.: Смысл, 2009. — 560 с.

### Статьи
- Забытые страницы отечественной науки: А. Н. Максимов и его исследования по исторической этнографии // Советская этнография. 1991. № 4.
- Первобытный эгалитаризм и ранние формы социальной дифференциации // Ранние формы социальной стратификации. Сборник статей, посвященный памяти Л. Е. Куббеля. М.: Издательская фирма «Восточная литература» РАН, 1993. С. 40-70.
- Лукавство или самообман? (О «латеральности» счета родства и о некоторых историко-социологических реконструкциях) // Алгебра родства. Родство, системы родства, системы терминов родства. Вып. 3. СПб.: Музей антропологии и этнографии им. Петра Великого (Кунсткамера). 1999. С. 21-81.
- В очередной раз о теории родового быта // Ранние формы социальной организации. Генезис, функционирование, историческая динамика. СПб.: Музей антропологии и этнографии им. Петра Великого (Кунсткамера) РАН, 2000. С. 25-50.
- Отечественная теория «первобытности» и социальная организация австралийских аборигенов // Этнографическое обозрение. 2004. № 1. С. 134—153.
- Гармония родства // Алгебра родства. Родство, системы родства, системы терминов родства. Вып. 11. СПб.: Музей антропологии и этнографии им. Петра Великого (Кунсткамера), 2007.
- Вик Инана (экспедиция в Австралию аборигенов) // Сборник научных статей в честь юбилея А. М. Решетова. СПб., 2007.
- Monopolization of Knowledge, Social Inequality, and Female Status: A Cross-Cultural Study/Сross-Cultural Research. // The Journal of Comparative Social Science, 2003. Vol. 37. Feb. Р. 62-80.
- Hunter-Gatherer Studies in Russia and the Soviet Union // Hunter-Gatherers in History, Archaeology and Anthropology. L.: Berg Publications, 2004. P. 104—120.

### Переводы и подготовка изданий
- Барнард А. Социальная антропология. Изучая социальную жизнь людей. М.: ИЭА РАН, 2009. — 247 с. Отв. ред[2].
- Макконнел У. Мифы мункан. М.: Наука, 1981. — 156 с. Пер. с англ., предисл. и заключение.
- Максимов А. Н. Избранные труды. М.: Восточная литература, 1997. — 541 с. Составление, комментарии, указатель, послесловие.
- Малиновский Б. Магия, наука, религия и другие труды. Киев-М.: Rafl-Book, 1998. — 289 с. Научное редактирование, комментарии.
- Рэдклифф-Браун А. Р. Структура и функция в примитивном обществе. Очерки и лекции. М.: Восточная литература, 2001. — 255 с. Пер. с англ. и научные комментарии.
- Салинз М. Экономика каменного века. М.: Объединённое гуманитарное издательство, 1999. — 294 с. Пер. с англ. (совм. с Ю. А. Артёмовой-Огородновой и Л. М. Огородновым), комментарии и научное редактирование.